# Němčičky (Brno-venkov)
Němčičky (in tedesco Klein Niemtschitz) è un comune della Repubblica Ceca facente parte del distretto di Brno-venkov, in Moravia Meridionale.